# Liste der Asienspielesieger im Softball
Die Liste der Asienspielesieger im Softball umfasst alle Medaillengewinner bei Softballwettbewerben während der Asienspiele seit 1990. Softball-Wettbewerbe werden nur bei den Frauen durchgeführt.

## Frauen
| Jahr | Austragungsort | Gold | Silber | Bronze |
| ---- | -------------- | --- | --- | --- |
| 1990 | Peking         | Volksrepublik ChinaAn Zhongxin Chen Tian Fang Xiufen He Jing Huang Yonghong Liu Juan Liu Xuqing Lu Min Ou Jingbai Wang Lihong Wang Xiaoyan Wang Ying Wei Jialian Yan Fang Yu Jie Xie Yingmei Zhang Chunfang           | JapanHiromi Ando Yoshie Fujinawa Masumi Ichiba Kyoko Kagawa Nami Kikuchi Kaori Kishioka Yoshimi Kobayashi Noriko Kurihara Naomi Matsumoto Yumiko Miyauchi Masayo Miyazaki Mari Nakata Keiko Noda Izumi Noki Kanako Okuni Akemi Teranishi Yoko Toyoda | Chinesisch TaipehChang Hsiao-ching Chen Hui-ching Chou Yu-ling Chung Chiung-yao Han Hsin-lin Hsu Chun-hua Hsu Hsiu-jung Lai Jung-mei Lee Mei Liu Yun-hsiu Su Yu-chun Tsai Yu-chun Tu Hui-ping Wang Ya-fen Yang Hui-chun Yeh Mei-hsiu Yen Show-tzu            |
| 1994 | Hiroshima      | Volksrepublik ChinaAn Zhongxin Chen Hong Lei Li Liu Xuqing Liu Yaju Ma Ying Ou Jingbai Song Manli Tao Hua Wang Lihong Wang Ying Wei Qiang Xie Yingmei Yan Fang Yu Yang Zhang Chunfang Zhang Xiaoli                    | JapanMisako Ando Masumi Ichiba Mayumi Inoue Ayuko Ishii Kumi Kawashima Kaori Kishioka Chika Kodama Mari Nakata Hisae Ohata Tamiko Omura Shigeko Oshima Haruka Saito Kaori Sasaka Saori Tanno Masako Watanabe Tomoko Watanabe Noriko Yamaji           | Chinesisch TaipehChang Hsiao-ching Chang Mei-lan Cheng I-wen Chien Chen-ju Chiu Chen-ting Chung Chiung-yao Feng Shu-fang Han Hsin-lin Hsu Chun-hua Lee Ming-chieh Liu Chia-chi Shih Mei-ling Shih Mei-yun Tu Hui-ping Wang Ya-fen Yang Hui-chun Yen Show-tzu |
| 1998 | Bangkok        | Volksrepublik ChinaAn Zhongxin Chen Hong Deng Xiaoling Mu Xia Qin Xuejing Tao Hua Wang Lihong Wang Xiaoyan Wang Ying Wei Qiang Xu Jian Yan Fang Yu Yanhong Zhang Chunfang Zhang Yanqing                               | JapanMisako Ando Yumiko Fujii Noriko Harada Taeko Ishikawa Kumiko Ito Yoshimi Kobayashi Shiori Koseki Naomi Matsumoto Tomoe Matsumoto Haruka Saito Juri Takayama Reika Utsugi Miyo Yamada Noriko Yamaji Miwa Tanoue                                  | Chinesisch TaipehChiang Hui-chuan Chien Chen-ju Feng Wei-ning Han Hsin-lin Hsieh Yu-ping Hsu Yu-ling Lai Sheng-jung Lee Ming-chieh Lee Szu-ting Liu Chia-chi Ou Ching-chieh Tu Hui-mei Tu Hui-ping Wang Ching-lien Wang Ya-fen                               |
| 2002 | Busan          | JapanNaomi Arai Masumi Mishina Emi Naito Misako Ando Yumi Iwabuchi Sachiko Itō Yuka Suzuki Mikiko Tanaka Yukiko Ueno Juri Takayama Kazue Itō Hiroko Sakai Noriko Yamaji Haruka Saito Reika Utsugi                     | Volksrepublik ChinaLi Qi Zhang Chunfang Deng Xiaoling Xin Minhong Wang Xiaoyan Mu Xia Zhou Yi Wei Qiang Zhang Yanqing Zhang Lixia Yu Meifang Tao Hua Meng Lijun Ye Xiaohe Zhang Ai                                                                   | keine Bronze vergeben |
| 2002 | Busan          | JapanNaomi Arai Masumi Mishina Emi Naito Misako Ando Yumi Iwabuchi Sachiko Itō Yuka Suzuki Mikiko Tanaka Yukiko Ueno Juri Takayama Kazue Itō Hiroko Sakai Noriko Yamaji Haruka Saito Reika Utsugi                     | Chinesisch TaipehChien Pei-chi Lo Hsiao-ting Kung Hsiao-li Yen Show-tzu Tung Yun-chi Huang Hui-wen Chen Miao-yi Chung Kai-ning Wang Ya-fen Lin Po-jen Lai Sheng-jung Yang Hui-chun Pan Tzu-hui Chen Feng-yin Wu Chia-yen                             | keine Bronze vergeben |
| 2006 | Doha           | JapanRei Nishiyama Masumi Mishina Ayumi Karino Emi Naito Megu Hirose Sachiko Ito Eri Yamada Mariko Goto Aki Uenishi Yukiko Ueno Mariko Masubuchi Yuko Endo Yuka Suzuki Emi Inui Satoko Mabuchi                        | Chinesisch TaipehHan Hsin-lin Lo Hsiao-ting Lai Meng-ting Lin Su-hua Huang Hui-wen Li Chiu-ching Chen Miao-yi Chiang Hui-chuan Lai Sheng-jung Wu Chia-yen Wen Li-hsiu Tung Yun-chi Pan Tzu-hui Hsu Hsiu-ling Lu Hsueh-mei                            | Volksrepublik ChinaLi Qi Lü Wei Sun Li Lü Yi Zhang Ai Wu Di Zhang Lifang Yu Huili Li Chunxia Zhou Yi Yu Yanhong Tan Ying Ding Hong Jiang Xin Xin Minhong |
| 2010 | Guangzhou      | JapanYukiyo Mine Rei Nishiyama Ayumi Karino Haruna Sakamoto Shizuyo Hamamoto Misato Kawano Emi Matsuoka Eri Yamada Sayuri Yamane Mika Someya Naoko Matsumoto Yukiko Ueno Makiko Fujiwara Satoko Mabuchi Maki Tanigawa | Volksrepublik ChinaLü Wei Li Qi Li Chunxia Lu Ying Lü Yi Wei Dongmei Zhang Lifang Xu Min Zhou Yi Tan Ying Wang Yuan Zhao Jing Guo Jia Wang Lan Li Huan                                                                                               | Chinesisch TaipehLin Su-hua Li Szu-shih Chung Hui-lin Lai Meng-ting Huang Hui-wen Li Chiu-ching Chen Miao-yi Chueh Ming-hui Chiang Hui-chuan Chang Man-hsuan Lin Pei-chun Chiu An-ju Lo Yin-sha Lu Hsueh-mei Liu Hui-fang                                    |
| 2014 | Incheon        | JapanNozomi Nagasaki Yukiyo Mine Rei Nishiyama Yuka Ichiguchi Yu Yamamoto Haruna Sakamoto Rie Nagayoshi Misato Kawano Misa Okubo Eri Yamada Yamato Fujita Yukiko Ueno Kana Nakano Sayuri Yamane Minami Sato           | Chinesisch TaipehLin Su-hua Lin Ying-hsin Shih Ching-ping Li Szu-shih Chung Hui-lin Lai Meng-ting Huang Hui-wen Wang Hsiang-yun Chen Miao-yi Chiang Hui-chuan Liu Yu-han Lin Pei-chun Chiu An-ju Yang Yi-ting Lu Hsueh-mei                           | Volksrepublik ChinaLi Na Li Qi Sun Xue Lu Ying Feng Qianwen Wei Dongmei Jin Lingling Chen Jia Liu Yining Guo Ruomeng Yuan Jingjing Zha Dan Guo Jia Wang Lan Li Huan                                                                                          |